# Felip Lorda i Alaiz
Felip Maria Lorda i Alaiz (Almacelles, Segrià, 5 de juliol de 1918 - Barcelona, 23 d'agost de 1992) fou un crític literari i polític català.

## Biografia
Durant la guerra civil espanyola va lluitar en l'exèrcit republicà, raó per la qua qual a la fi del conflicte fou internat en un camp de concentració a França. El 1945 es llicencià en filologia clàssica per la Universitat de Madrid i en 1968 es doctorà en filologia romànica per la Universitat de Barcelona.
El 1948 marxà a l'exili als Països Baixos, on treballà com a periodista radiofònic, i de 1950 a 1955 va estar adscrit al Servei d'Espanyol de la BBC a Londres. També fou professor de llengua i literatura catalana i castellana a la universitat d'Amsterdam fins al 1977. Es casà amb l'escriptora Josefina Vidal.
Fou membre fundador de l'Associació Internacional de Llengua i Literatura Catalanes (AILLC), i el 1970 organitzà a Amsterdam el segon Col·loqui Internacional sobre el Català. Traduí prop d'un centenar de llibres de caràcter literari i d'assaig, i es dedicà especialment a les literatures catalana, castellana i anglesa contemporànies, dins la tradició crítica d'inspiració marxista. Va ser Premi Nacional de Traducció en Bèlgica i els Països Baixos.
El 1962 es va afiliar al PSOE i a la UGT d'Amsterdam, on hi va presidir la Casa del Pueblo. A més de treballar per a l'expansió del partit i el sindicat en l'exili neerlandès, va mantenir un contacte directe amb els dirigents de la Federació Catalana del PSOE. Va tornar a Espanya en 1977.
A les eleccions generals espanyoles de 1977 fou elegit diputat del PSC al Congrés dels Diputats per la circumscripció de Lleida i fou vicepresident de la Comissió Cultural i membre de la Comissió d'Assumptes Exteriors del Congrés dels Diputats. També fou Representant del grup socialista a l'Assemblea parlamentària del Consell d'Europa.
Secretari nacional de política cultural del PSC i de 1981 a 1987 fou secretari general de la Federació de Treballadors de l'Ensenyament de la UGT de Catalunya. El 1982-1986 fou membre del Patronat de la Universitat de Barcelona per la UGT i de la junta directiva del Centre d'Informació i Documentació Internacionals a Barcelona. També és membre d'Amnistia Internacional.
A les eleccions al Parlament de Catalunya de 1980, 1984 i 1988 fou diputat al Parlament de Catalunya per la circumscripció de Barcelona. Fou Secretari Segon del Parlament de Catalunya (1980-1988), membre de la Diputació Permanent (1980-1988) i secretari de la Comissió de Política cultural (1980-1984), secretari segon de la Comissió de Reglament i de la Comissió de Govern Interior (1980-88) i vicepresident de la Comissió de control parlamentari de l'actuació de la Corporació Catalana de Ràdio i Televisió i de les empreses filials (1980-1984).
Fou designat Senador pel Parlament de Catalunya per a representar la Generalitat al Senat en 1985, 1988 i 1989. Durant aquests anys fou Membre de la Comissió de Política Cultural del Senat d'Espanya.